# Сан-Філіппо-дель-Мела
Сан-Філіппо-дель-Мела (італ. San Filippo del Mela, сиц. Santu Filippu) — муніципалітет в Італії, у регіоні Сицилія,  метрополійне місто Мессіна.
Сан-Філіппо-дель-Мела розташований на відстані близько 480 км на південний схід від Рима, 170 км на схід від Палермо, 25 км на захід від Мессіни.
Населення — 7187 осіб (2014).
Щорічний фестиваль відбувається 16 липня. Покровитель — Madonna del Carmelo.

## Демографія
Населення за роками:

Станом на 1 січня 2023 року в муніципалітеті офіційно проживало 245 іноземців з 24 країн, серед них 67 громадян країн Євросоюзу та 3 громадяни України.

## Сусідні муніципалітети
- Мері
- Мілаццо
- Паче-дель-Мела
- Санта-Лучія-дель-Мела